# Levier (Levier)
Levier ist eine Ortschaft und eine ehemalige französische Gemeinde mit zuletzt 2.035 Einwohnern (Stand 2014) im Département Doubs in der Region Bourgogne-Franche-Comté.
Mit Wirkung vom 1. Januar 2017 wurden die früher selbstständigen Gemeinden Levier und Labergement-du-Navois zur namensgleichen Commune nouvelle Levier zusammengeschlossen, denen in der neuen Gemeinde der Status einer Commune déléguée jedoch nicht zuerkannt wurde. Der Verwaltungssitz befindet sich im Ort Levier.

## Lage
Nachbarorte sind
- Bolandoz, Reugney und Amathay-Vésigneux im Norden,
- Septfontaines und Chapelle-d’Huin im Osten,
- Boujailles und Villers-sous-Chalamont im Süden,
- Villeneuve-d’Amont, Gevresin und Labergement-du-Navois im Westen.

## Bevölkerungsentwicklung
| Jahr      | 1962  | 1968  | 1975  | 1982  | 1990  | 1999  | 2008  | 2013  |
| --------- | ----- | ----- | ----- | ----- | ----- | ----- | ----- | ----- |
| Einwohner | 1.332 | 1.395 | 1.446 | 1.619 | 1.785 | 1.700 | 1.934 | 2.020 |

Nachdem die Einwohnerzahl in der ersten Hälfte des 20. Jahrhunderts stets im Bereich von rund 1300 Personen gelegen hatte, wurde seit Beginn der 1960er Jahre ein deutliches Bevölkerungswachstum verzeichnet.

## Geschichte
Das Dorf wird im Jahr 1261 bereits unter dem heutigen Namen Levier erstmals urkundlich erwähnt. Im weiteren Verlauf folgten die Bezeichnungen Livier (1264) und Lyvier (1277). Bei Granges-Maillot befand sich ein kleines Priorat, dessen Mönche im frühen 13. Jahrhundert für die Rodung und Urbarmachung des Plateaus sorgten. Das Gebiet gehörte seit dem Mittelalter den Herren von Chalon und bildete unter deren Oberhoheit eine Herrschaft.
Einer schweren Pestepidemie fielen 1636 zahlreiche Bewohner zum Opfer. Im Jahr 1639 wurde Levier von den vorbeiziehenden Truppen des Herzogs Bernhard von Sachsen-Weimar verwüstet. Zusammen mit der Franche-Comté gelangte das Dorf mit dem Frieden von Nimwegen 1678 an Frankreich. Im Lauf der Jahrhunderte war Levier von zahlreichen verheerenden Dorfbränden betroffen, insbesondere 1718, 1749, 1855 und 1958. Zu einer Gebietsveränderung kam es 1974, als das vorher selbständige Granges-Maillot nach Levier eingemeindet wurde.

## Sehenswürdigkeiten

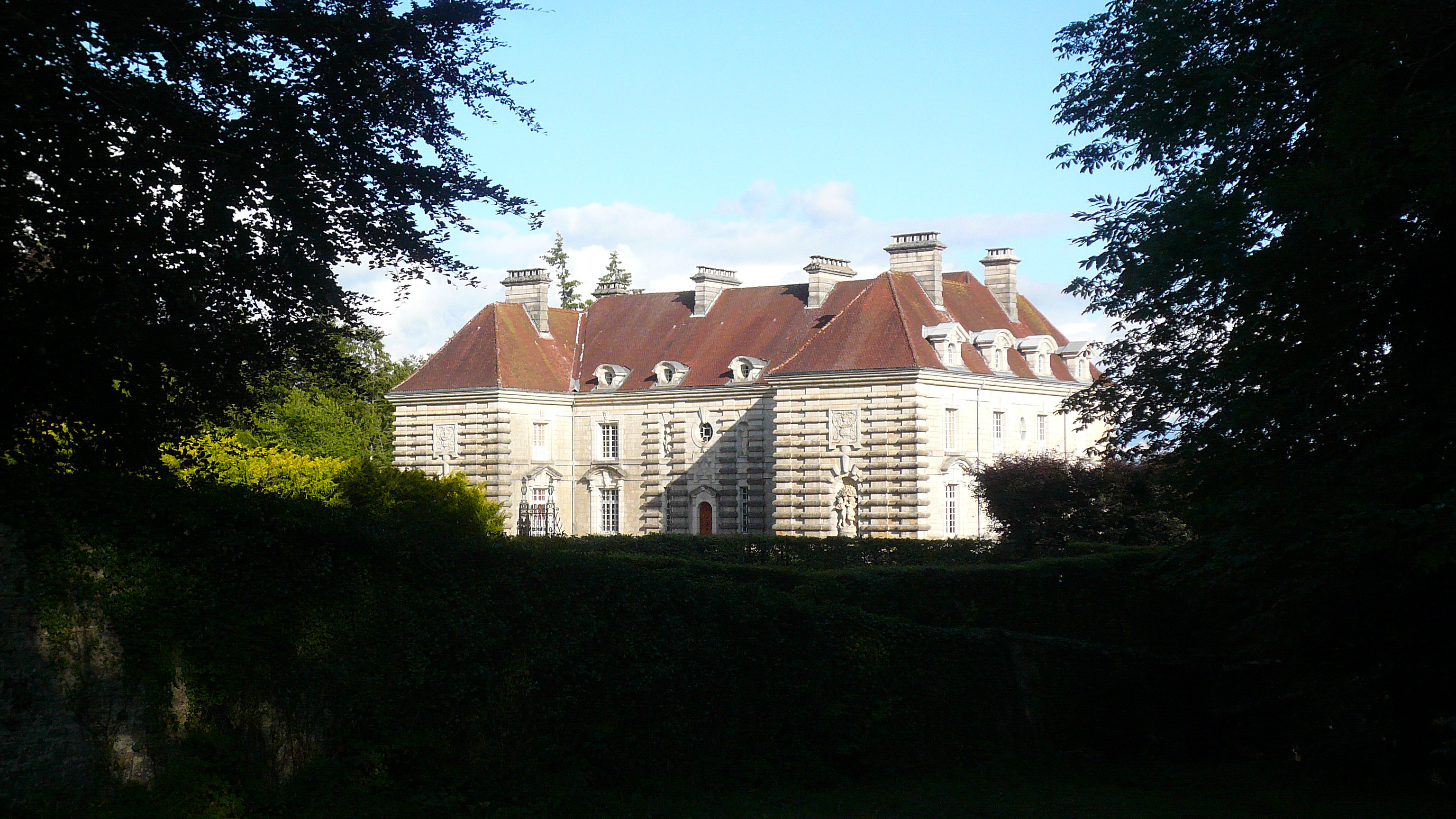
Nordostansicht des Château de Maillot

- Château de Maillot
- Kriegerdenkmal
- ehemaliges Pfarrhaus
- Kirche Saint-Jean-Baptiste